# 武义 (南吴)
武义（919年四月—921年正月）或作颁义，是南吳高祖楊隆演的年號，也是南吴政权自己的第一个年号。之前南吴年号一直沿用唐朝的天祐年号。共计3年。武义二年六月南吳睿帝楊溥即位沿用。

## 改元
- 天祐十六年——四月一日，楊隆演改天祐十六年為武義元年。[3][4][5][6]
- 武義二年——五月二十八日，南吳高祖去世。六月十八日，睿帝楊溥即位。[7][8][6][9]
- 武義三年——二月，改元順義元年。[7][8][9]

## 紀年對照表
| 武义 | 元年  | 二年  | 三年  |
| ---- | ----- | ----- | ----- |
| 公元 | 919年 | 920年 | 921年 |
| 干支 | 己卯  | 庚辰  | 辛巳  |

## 同期存在的其他政权年号
- 中國
  - 貞明（915年－921年）：後梁—朱友貞之年號
  - 天祐（908年－923年）：晉—李存勗尊奉之年號
  - 天復（907年－924年）：岐—李茂貞尊奉之年號
  - 乾亨（917年－925年）：南漢—劉龑之年號
  - 乾德（919年－924年）：前蜀—王衍之年號
  - 神册（916年－922年）：契丹—耶律阿保機之年號
  - 同慶（912年－966年）：于闐—尉遲烏僧波之年號
  - 安和（917年－920年）：大長和—鄭仁旻之年號
  - 貞祐（921年－924年）：大長和—鄭仁旻之年號
- 朝鮮半島
  - 天授（918年—933年）：高麗—高麗太祖王建之年號
- 日本
  - 延喜（901年－922年）：平安時代—醍醐天皇之年號

## 深入閱讀
- 李崇智. . 北京: 中華書局. 2004年12月. ISBN 7101025129.
- 鄧洪波. . 臺北: 國立臺灣大學東亞經典與文化研究計劃. 2005年3月  [2022-01-03]. ISBN 9789860005189. （原始内容 (pdf)存档于2007-08-25）.

## 參看
- 中國年號索引

| 前一年號： 天祐 | 南吴年号 | 下一年號： 顺义 |